# 福光スタジオベル
音楽堂福光スタジオベル（おんがくどうふくみつスタジオベル）は、富山県南砺市福光にあるライブハウス。南砺市商工振興課が南砺市福光会館として管理運営している音楽スタジオ、ライブハウス、レコーディング施設。

## 概要
1999年（平成11年）4月23日、ショッピングセンター『ベル』2F跡地に福光町（当時）が会議室、音楽スタジオを施工。スタジオは二部屋ありライブスタジオとCD録音が可能なレコーディングスタジオがある。国道304号に面している。

## 所在地
富山県南砺市福光7336-4福光会館2階

## 施設概要
- 収容人数：スタンディング80人着座44人
- 同施設一階は南砺市立中央図書館になっている。
- 会議室4室（学校形式3、円卓室1）
- 和室1室
- コワーキングスペース
- 大型ミニ四駆コース
- キッズコーナー（プラレール）
- 南砺市商工会

## 交通
- 最寄駅：JR城端線・福光駅から徒歩約10分
- 地下駐車場がある